# Reprezentacja Peru w piłce nożnej mężczyzn
Reprezentacja Peru w piłce nożnej mężczyzn – drużyna piłkarska reprezentująca Republikę Peru w zawodach międzynarodowych. Za jej funkcjonowanie odpowiedzialna jest Federación Peruana de Fútbol, organ zarządzający piłką nożną w Peru. W reprezentacji mogą występować wyłącznie zawodnicy posiadający obywatelstwo peruwiańskie.
Reprezentacja Peru pięciokrotnie startowała w finałach mistrzostw świata, debiutując w 1930 roku (po przegraniu meczów z Urugwajem i Rumunią zajęli ostatnie miejsce i odpadli po fazie grupowej),  później występując jeszcze trzy razy w latach 1970–1982. W tym czasie "Złote Pokolenie" peruwiańskich piłkarzy z napastnikiem Teófilo Cubillasem na czele po raz drugi w swojej historii triumfowało w rozgrywkach o Copa América (w 1975 roku). Wcześniej ta sztuka udała się Peruwiańczykom w 1939 roku.

## Udział wmistrzostwach świata
Największy sukces na światowym czempionacie Peru odniosło w roku 1970, kiedy po wyeliminowaniu Bułgarii i Maroka drużyna prowadzona przez Brazylijczyka "Didiego" Pereirę uległa w ćwierćfinale przyszłemu triumfatorowi – Brazylii 2:4. Swoje osiągnięcie reprezentacja powtórzyła osiem lat później, gdy także wyszła z grupy (wyprzedziła Szkocję, Iran i późniejszego wicemistrza świata Holandię). W drugiej rundzie przegrała wszystkie trzy mecze, nie strzelając bramki (z Brazylią 0:3, Polską 0:1 i Argentyną 0:6).
W kolejnych eliminacjach reprezentacja Peru wypadała słabo, najbliżej awansu była w roku 1986, kiedy w małej grupie przegrało tylko z Argentyną oraz w 1998, gdy jedynie gorsza różnica bramek sprawiła, że na mistrzostwa pojechali piłkarze Chile. W kwalifikacjach do Mundialu 2006 Peruwiańczycy zajęli przedostatnie miejsce. Trzydzieści sześć lat po ostatnim występie Peruwiańczyków na mundialu (1982), udało im się awansować na mistrzostwa w Rosji 2018 po dwumeczu barażowym z Nową Zelandią (0:0, 2:0). Grali w nich w grupie C razem z Francją, Australią i Danią. Po minimalnych porażkach 0:1 z Duńczykami oraz Francuzami na zakończenie fazy grupowej i ostateczne pożegnanie z mundialem wygrali z Australijczykami 2:0.   
- 1930 – Faza Grupowa
- 1934 – Wycofało się z eliminacji
- 1938 – Nie brało udziału
- 1950 – 1966 – Nie zakwalifikowało się
- 1970 – Ćwierćfinał
- 1974 – Nie zakwalifikowało się
- 1978 – Druga faza grupowa
- 1982 – Faza grupowa
- 1986 – 2014 – Nie zakwalifikowało się
- 2018 – Faza grupowa
- 2022 – Nie zakwalifikowało się

## Udział wCopa América
| - 1916 – 1926 – Nie brało udziału - 1927 – III miejsce - 1929 – IV miejsce - 1935 – III miejsce - 1937 – VI miejsce - 1939 – Mistrzostwo - 1941 – IV miejsce - 1942 – V miejsce - 1945 – 1946 – Wycofało się - 1947 – V miejsce - 1949 – III miejsce - 1953 – V miejsce - 1956 – VI miejsce - 1957 – IV miejsce - 1959 – IV miejsce - 1959 – Wycofało się - 1963 – V miejsce - 1967 – Wycofało się |  | - 1975 – Mistrzostwo - 1979 – III miejsce - 1983 – III miejsce - 1987 – Faza grupowa - 1989 – Faza grupowa - 1991 – Faza grupowa - 1993 – Ćwierćfinał - 1995 – Faza grupowa - 1997 – IV miejsce - 1999 – Ćwierćfinał - 2001 – Ćwierćfinał - 2004 – Ćwierćfinał - 2007 – Ćwierćfinał - 2011 – III miejsce - 2015 – III miejsce - 2016 – Ćwierćfinał - 2019 - II miejsce - 2021 - IV miejsce |

## Aktualna kadra
Kadra na mecze towarzyskie przeciwko reprezentacji Korei Południowej i Japonii, które odbyły się 16 i 20 czerwca 2023. Występy i gole aktualne na 20 czerwca 2023.
| Nr         | Imię i nazwisko      | Data urodzenia       | Występy   | Gole      | Klub                 |
| Bramkarze  | Bramkarze            | Bramkarze            | Bramkarze | Bramkarze | Bramkarze            |
| ---------- | -------------------- | -------------------- | --------- | --------- | -------------------- |
| 1          | Pedro Gallese        | 23 lutego 1990       | 97        | 0         | Orlando City         |
| 12         | Carlos Cáceda        | 27 września 1991     | 7         | 0         | Melgar               |
| 21         | José Carvallo        | 1 marca 1986         | 8         | 0         | Universitario        |
| Obrońcy    |                      |                      |           |           |                      |
| 2          | Luis Abram           | 27 lutego 1996       | 35        | 1         | Atlanta United       |
| 3          | Marcos López         | 20 listopada 1999    | 27        | 0         | Feyenoord            |
| 4          | Anderson Santamaría  | 10 stycznia 1992     | 28        | 0         | Atlas                |
| 5          | Carlos Zambrano      | 10 lipca 1989        | 68        | 4         | Alianza Lima         |
| 6          | Miguel Trauco        | 25 sierpnia 1992     | 70        | 0         | San Jose Earthquakes |
| 13         | Jhilmar Lora         | 24 października 2000 | 8         | 0         | Sporting Cristal     |
| 15         | Miguel Araujo        | 24 października 1994 | 28        | 0         | Emmen                |
| 22         | Alexander Callens    | 4 maja 1992          | 37        | 1         | Girona               |
| Pomocnicy  |                      |                      |           |           |                      |
| 8          | Sergio Peña          | 28 września 1995     | 33        | 3         | Malmö                |
| 10         | Christian Cueva      | 23 listopada 1991    | 98        | 16        | Alianza Lima         |
| 11         | Jesús Castillo       | 11 czerwca 2001      | 4         | 0         | Sporting Cristal     |
| 16         | Christofer Gonzales  | 12 października 1992 | 45        | 3         | Al-Adalah            |
| 19         | Yoshimar Yotún       | 7 kwietnia 1990      | 122       | 7         | Sporting Cristal     |
| 20         | Edison Flores        | 15 maja 1994         | 68        | 15        | Universitario        |
| 23         | Pedro Aquino         | 13 kwietnia 1995     | 43        | 3         | Santos Laguna        |
| 27         | Wilder Cartagena     | 23 września 1994     | 24        | 0         | Orlando City         |
| Napastnicy |                      |                      |           |           |                      |
| 9          | Paolo Guerrero       | 1 stycznia 1984      | 109       | 38        | Racing               |
| 14         | Gianluca Lapadula    | 7 lutego 1990        | 27        | 8         | Cagliari             |
| 18         | Christopher Olivares | 3 kwietnia 1999      | 0         | 0         | Deportivo Municipal  |
| 24         | Alex Valera          | 16 maja 1996         | 12        | 3         | Universitario        |
| 26         | Bryan Reyna          | 23 sierpnia 1998     | 5         | 2         | Alianza Lima         |

## Rekordziści
| #  | Zawodnik         | Pozycja | Lata      | Występy |
| -- | ---------------- | ------- | --------- | ------- |
| 1. | Roberto Palacios | PO      | 1992–2012 | 128     |
| 2. | Yoshimar Yotún   | OB      | 2011–     | 122     |
| 3. | Luis Advíncula   | OB      | 2010–     | 110     |
| 4. | Paolo Guerrero   | NA      | 2004–     | 109     |
| 5. | Héctor Chumpitaz | OB      | 1965–1981 | 105     |
| 6. | Jefferson Farfán | PO      | 2003–2021 | 102     |
| 7. | Jorge Soto       | PO      | 1992–2005 | 101     |
| 8. | Christian Cueva  | PO      | 2011–     | 98      |
| 9. | Juan José Jayo   | PO      | 1994–2008 | 97      |
| 9. | Pedro Gallese    | BR      | 2014–     | 97      |

| #   | Zawodnik          | Pozycja | Lata      | Gole |
| --- | ----------------- | ------- | --------- | ---- |
| 1.  | Paolo Guerrero    | NA      | 2004–     | 38   |
| 2.  | Jefferson Farfán  | PO      | 2003–2021 | 27   |
| 3.  | Teófilo Cubillas  | PO      | 1968–1982 | 26   |
| 4.  | Teodoro Fernández | NA      | 1935–1947 | 24   |
| 5.  | Nolberto Solano   | PO      | 1994–2009 | 20   |
| 5.  | Claudio Pizarro   | NA      | 1999–2016 | 20   |
| 7.  | Roberto Palacios  | PO      | 1992–2012 | 19   |
| 8.  | Hugo Sotil        | NA      | 1970–1979 | 18   |
| 9.  | Oswaldo Ramírez   | NA      | 1969–1982 | 17   |
| 10. | Franco Navarro    | NA      | 1980–1989 | 16   |
| 10. | Christian Cueva   | PO      | 2011–     | 16   |

## Selekcjonerzy
Od marca do lipca 2007 roku trenerem kadry, której gwiazdą od kilku lat pozostaje napastnik Bayernu Monachium Claudio Pizarro, po raz drugi w karierze był Julio César Uribe. Został zwolniony po nieudanym występie drużyny na Copa America 2007. Jego następcą został były reprezentant kraju José del Solar a od 2010 do 2013 roku Sergio Marcarián. Po nim peruwiańską kadrę na krótko objął Urugwajczyk Pablo Bengoechea. Obecnie reprezentację Peru prowadzi Argentyńczyk Juan Reynoso.
| 1. | Paulo Autuori     | Brazylia  | styczeń 2003  | kwiecień 2005    | 31 | 9  | 10 | 12 | 29% |  |  |
| 2. | Freddy Ternero    | Peru      | maj 2005      | październik 2005 | 8  | 3  | 2  | 3  | 38% |  |  |
| 3. | Franco Navarro    | Peru      | marzec 2006   | grudzień 2006    | 7  | 0  | 3  | 4  | 0%  |  |  |
| 4. | Julio César Uribe | Peru      | marzec 2007   | lipiec 2007      | 7  | 2  | 1  | 4  | 29% |  |  |
| 5. | José del Solar    | Peru      | lipiec 2007   | listopad 2009    | 28 | 6  | 6  | 16 | 21% |  |  |
| 6. | Sergio Markarián  | Urugwaj   | lipiec 2010   | październik 2013 | 43 | 15 | 14 | 14 | 35% |  |  |
| 7. | Pablo Bengoechea  | Urugwaj   | marzec 2014   | grudzień 2014    | 9  | 5  | 0  | 4  | 56% |  |  |
| 8. | Ricardo Gareca    | Argentyna | marzec 2015   | czerwiec 2022    | 96 | 39 | 23 | 34 | 40% |  |  |
| 9. | Juan Reynoso      | Peru      | sierpień 2022 | nadal            | 8  | 4  | 1  | 3  | 50% |  |  |
|    |                   |           |               |                  |    |    |    |    | %   |  |  |

Stan na 22 czerwca 2023.
Kursywą wyróżniono selekcjonerów tymczasowych.
W nawiasie podano, który raz selekcjoner prowadził reprezentację.